# Iglesia de San León de Nancy
La iglesia [de] San León de Nancy (en francés: église Saint-Léon de Nancy) es una iglesia de estilo neogótico construida entre 1860 y 1877 en la ciudad de Nancy por el arquitecto  Léon Vautrin (1820-1884).

## Situación

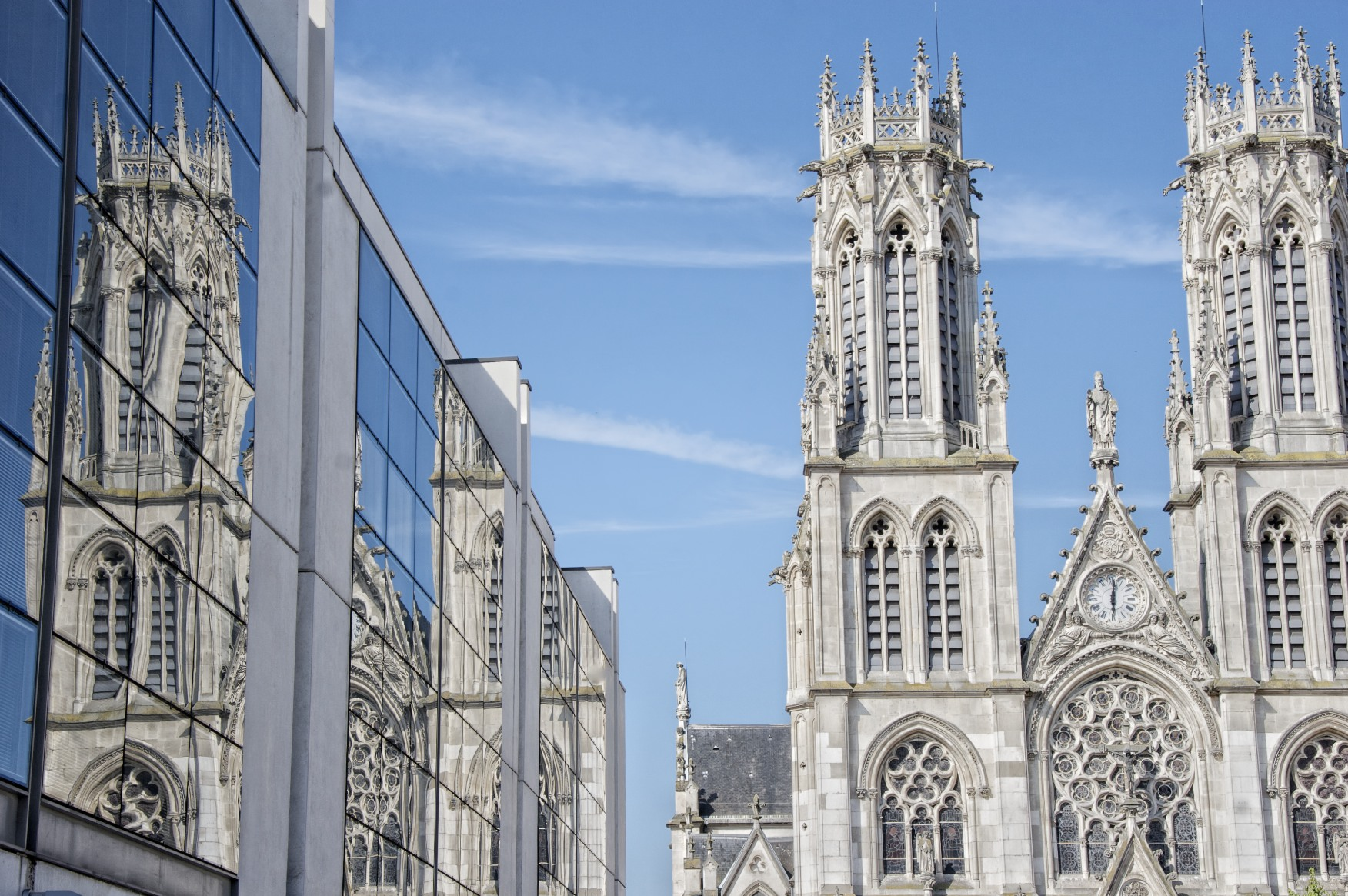
Saint-Léon reflejada en la moderna estación de Nancy

La iglesia de San León se eleva al oeste del centro de la ciudad de Nancy, en el barrio de Poincaré - Foch - Anatole France - Croix de Bourgogne,  y cerca de la estación de tren de Nancy-Ville. La iglesia también ha dado su nombre al hall Saint-Léon de la estación de Nancy, que se encuentra en frente de ella, separados por una explanada y por la calle San Léon.

## Historia
Fue dedicada a León IX (Brunon de Dabo) que fue uno de los primeros obispos de Toul.

## Arquitectura
La última planta de las torres retoma la planta octogonal de las de la catedral de San Esteban de Toul. El bufet del órgano fue construido por el famoso ebanista de la Escuela de Nancy: Eugène Vallin.
El órgano Cavaillé-Coll de 1889 fue reemplazado en 1975 por un órgano neoclásico del constructor  Danion-Gonzalez, de Rambervillers.

## Galería de imágenes

Interiores
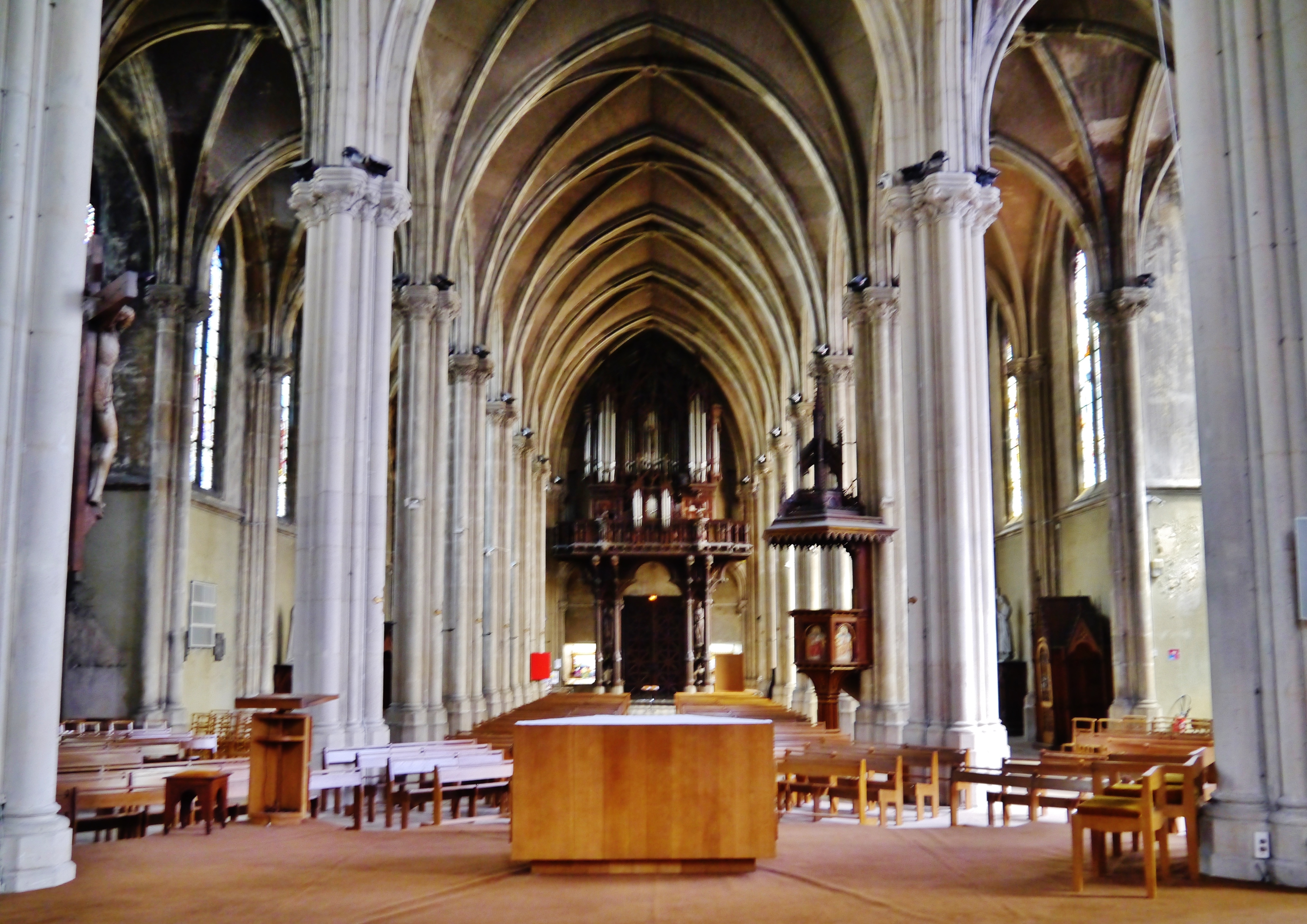
Interior del nave
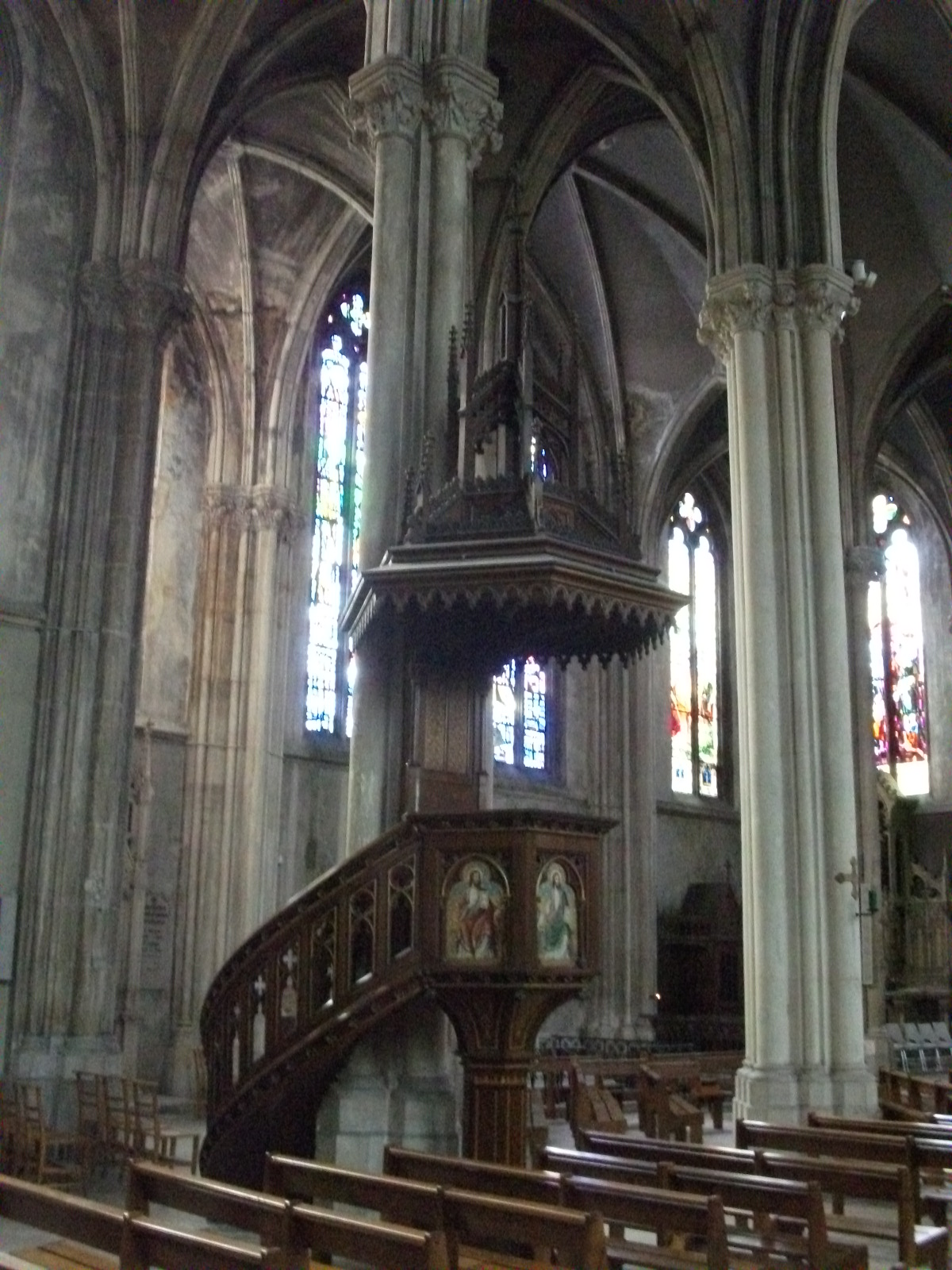
Púlpito
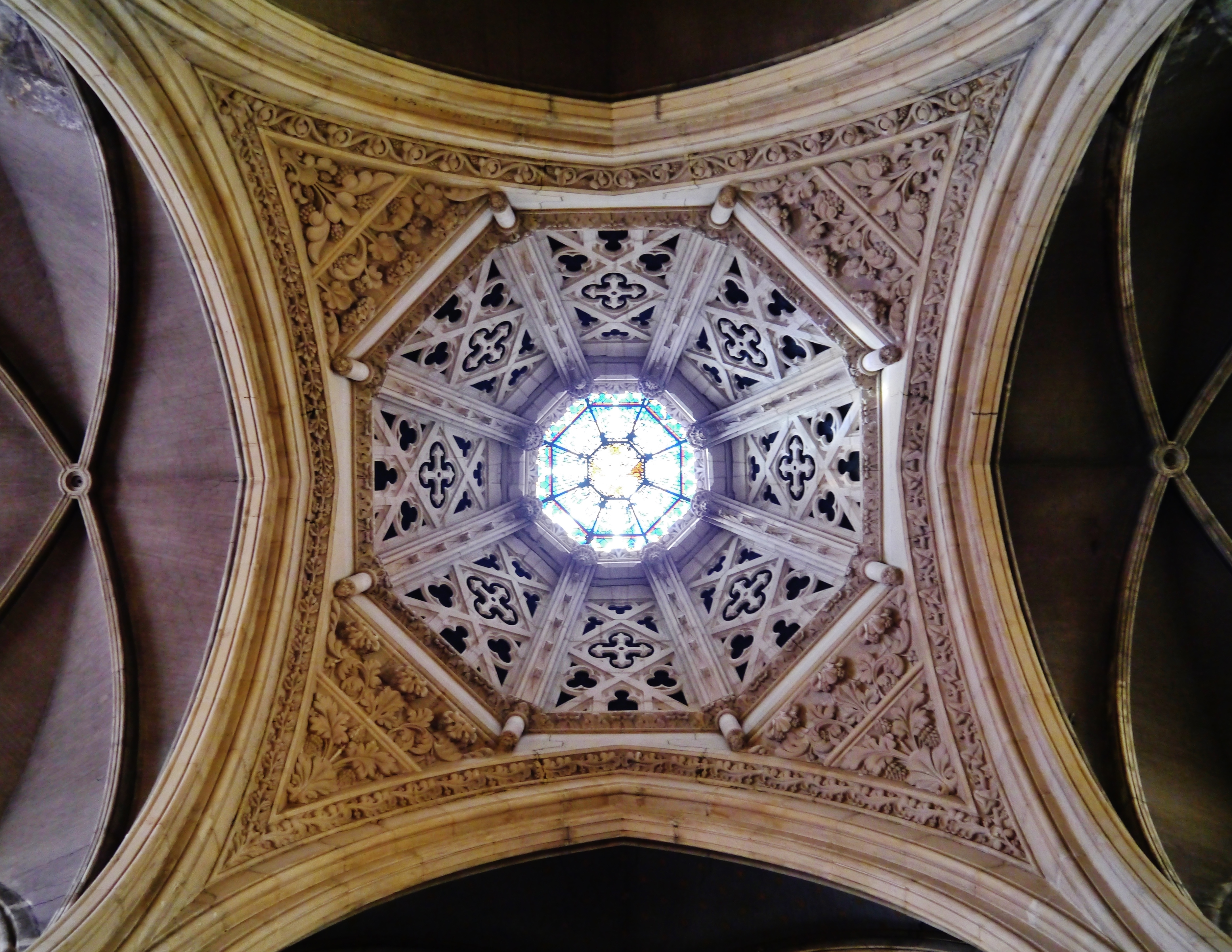
Cúpula
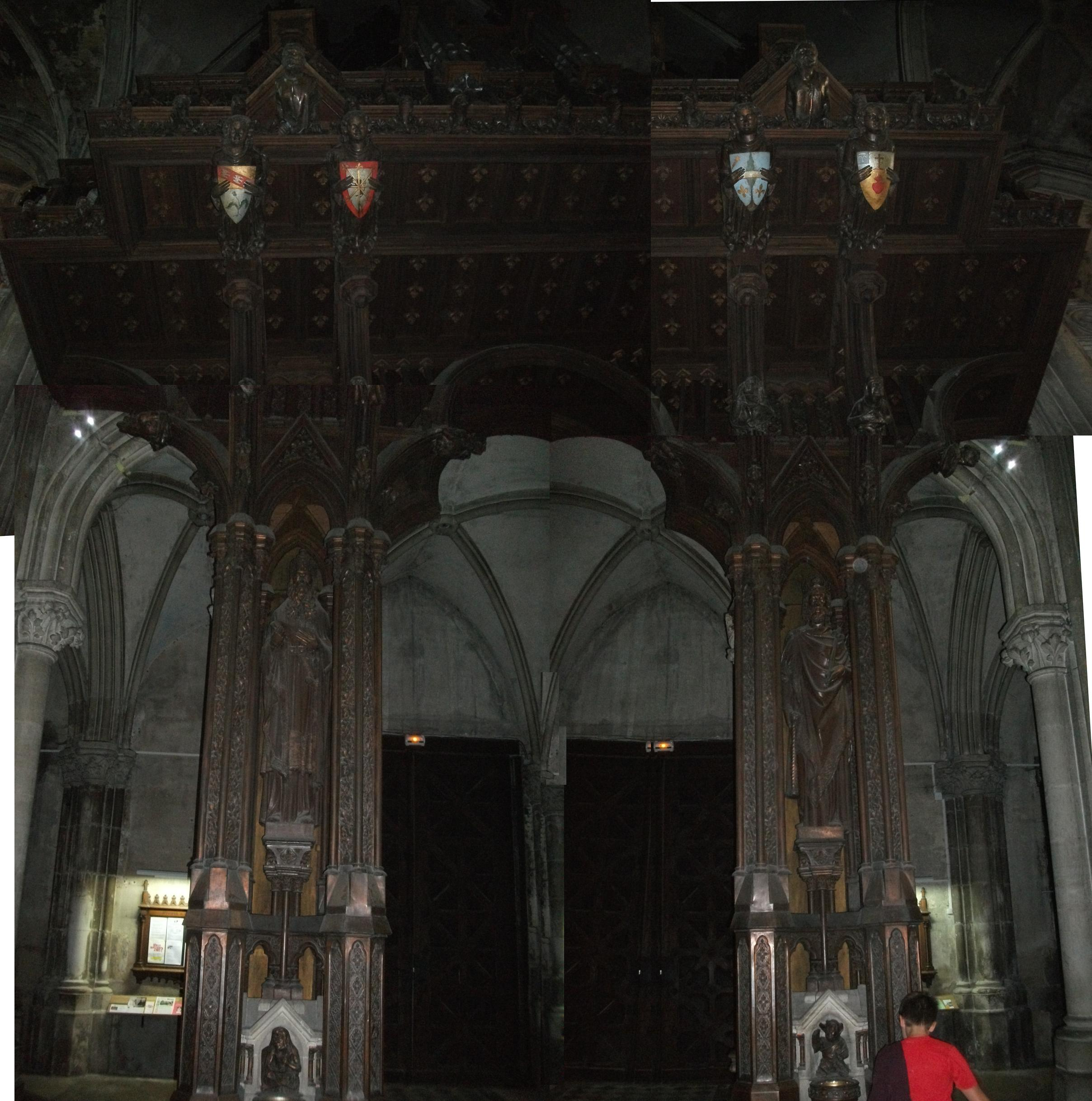
Soporte del órgano
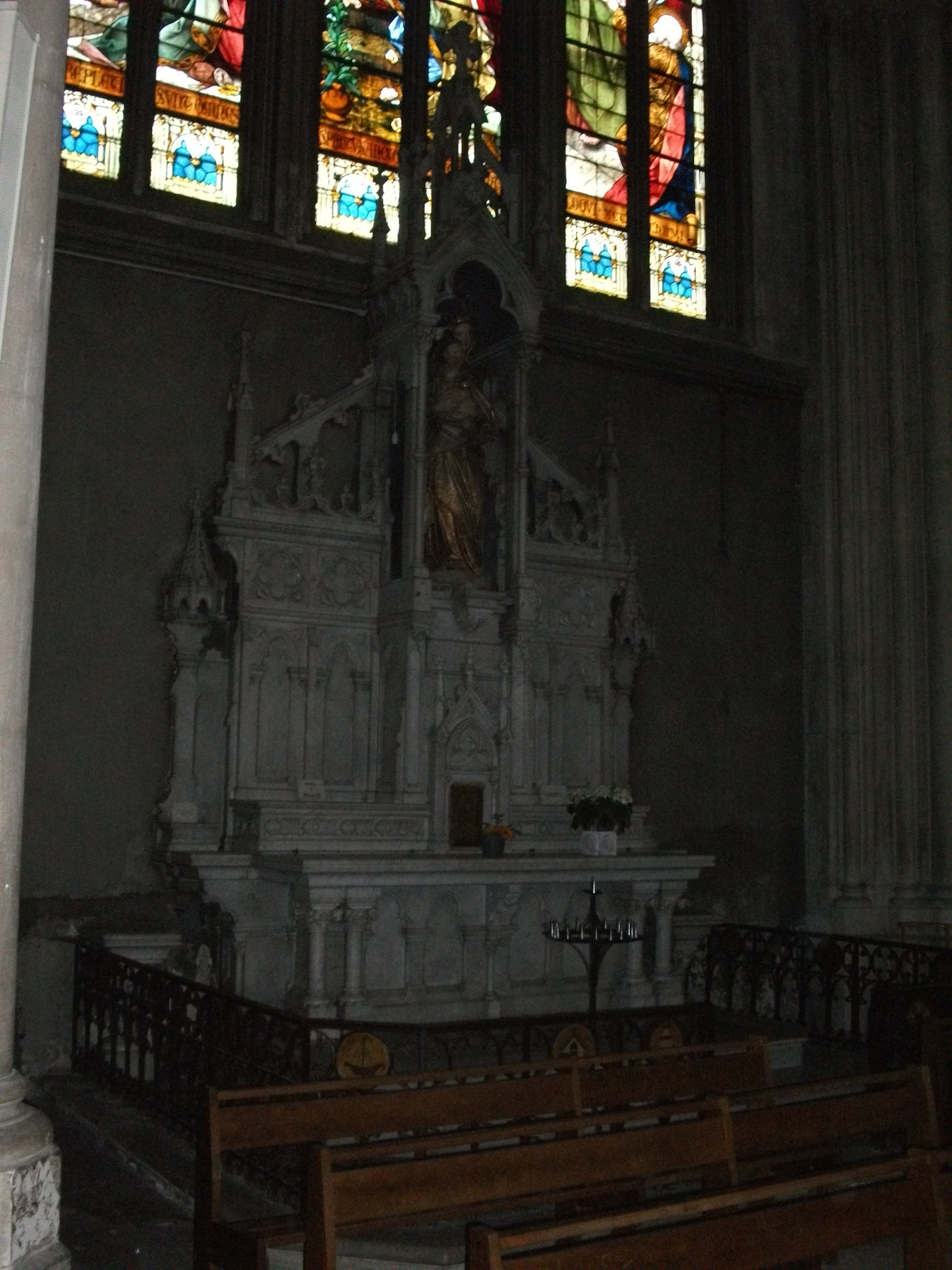
Uno de los altares

Vitrales
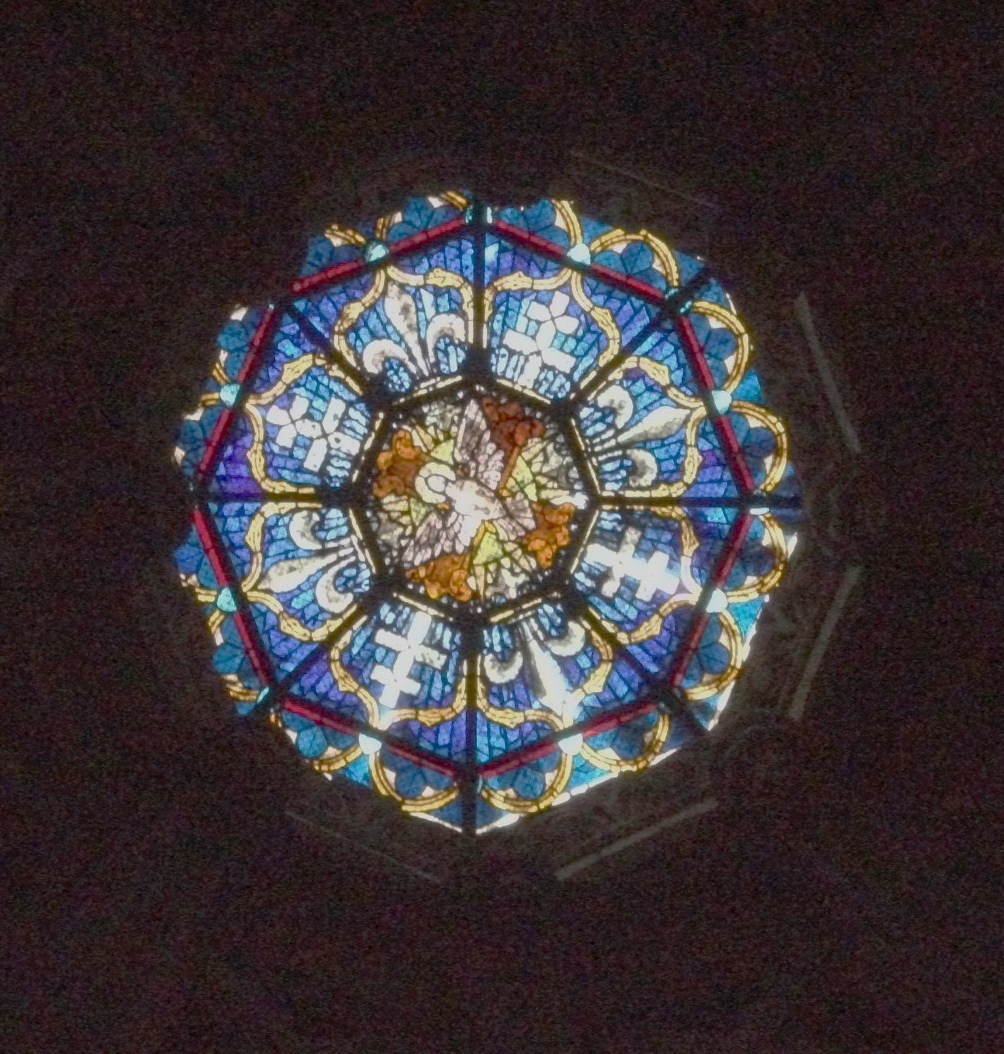
Vitral de la cúpula
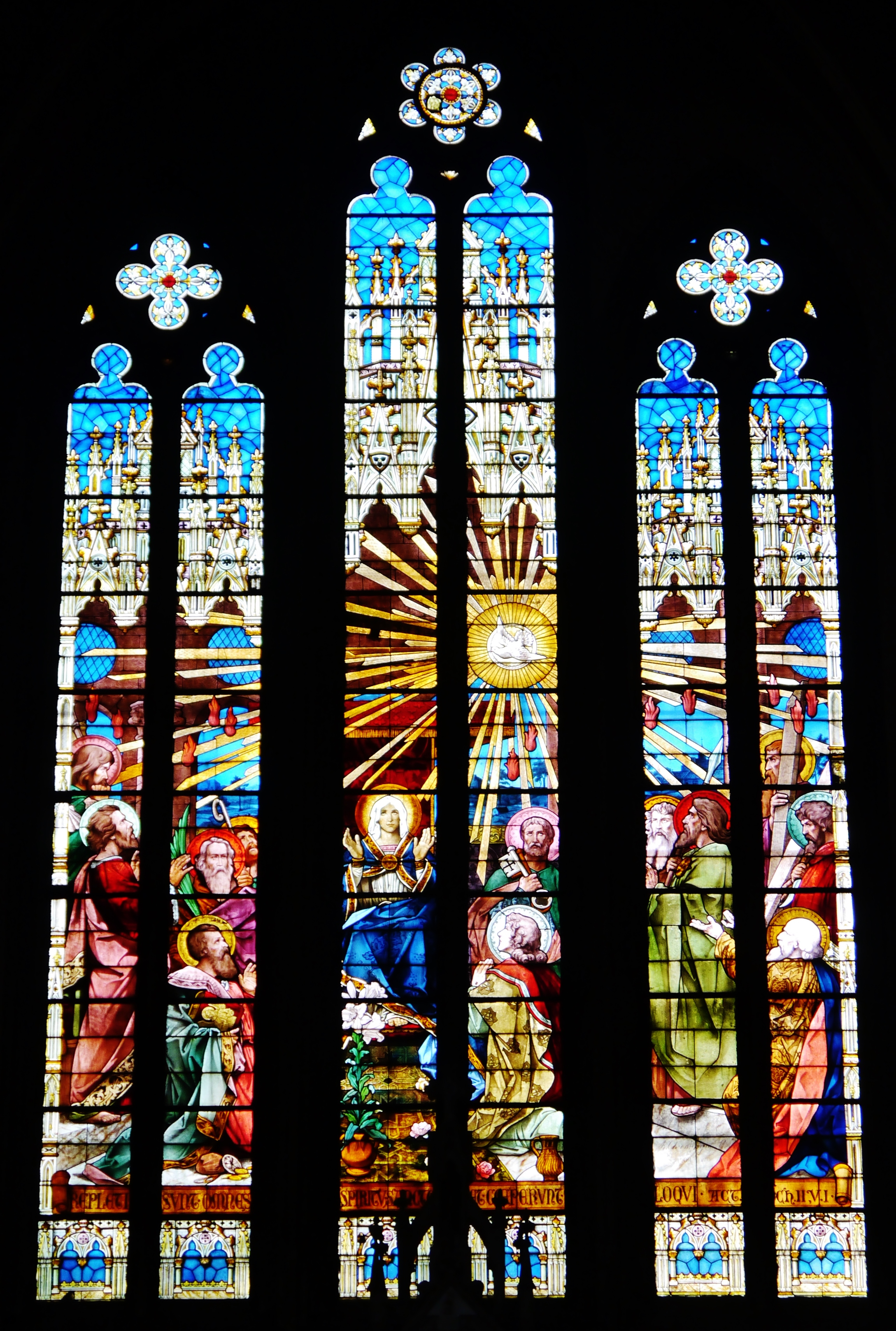
Un vitral
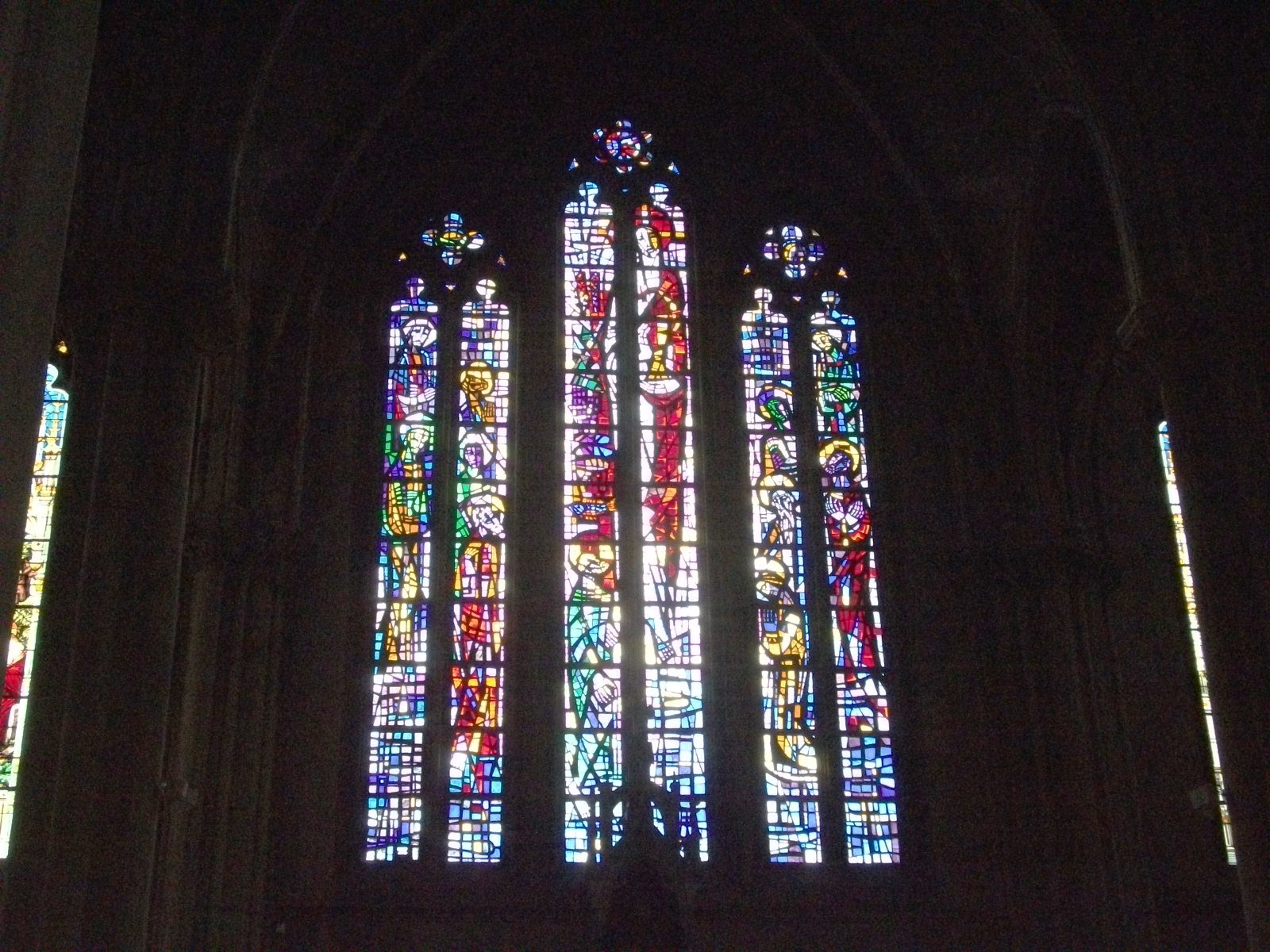
Un vitral
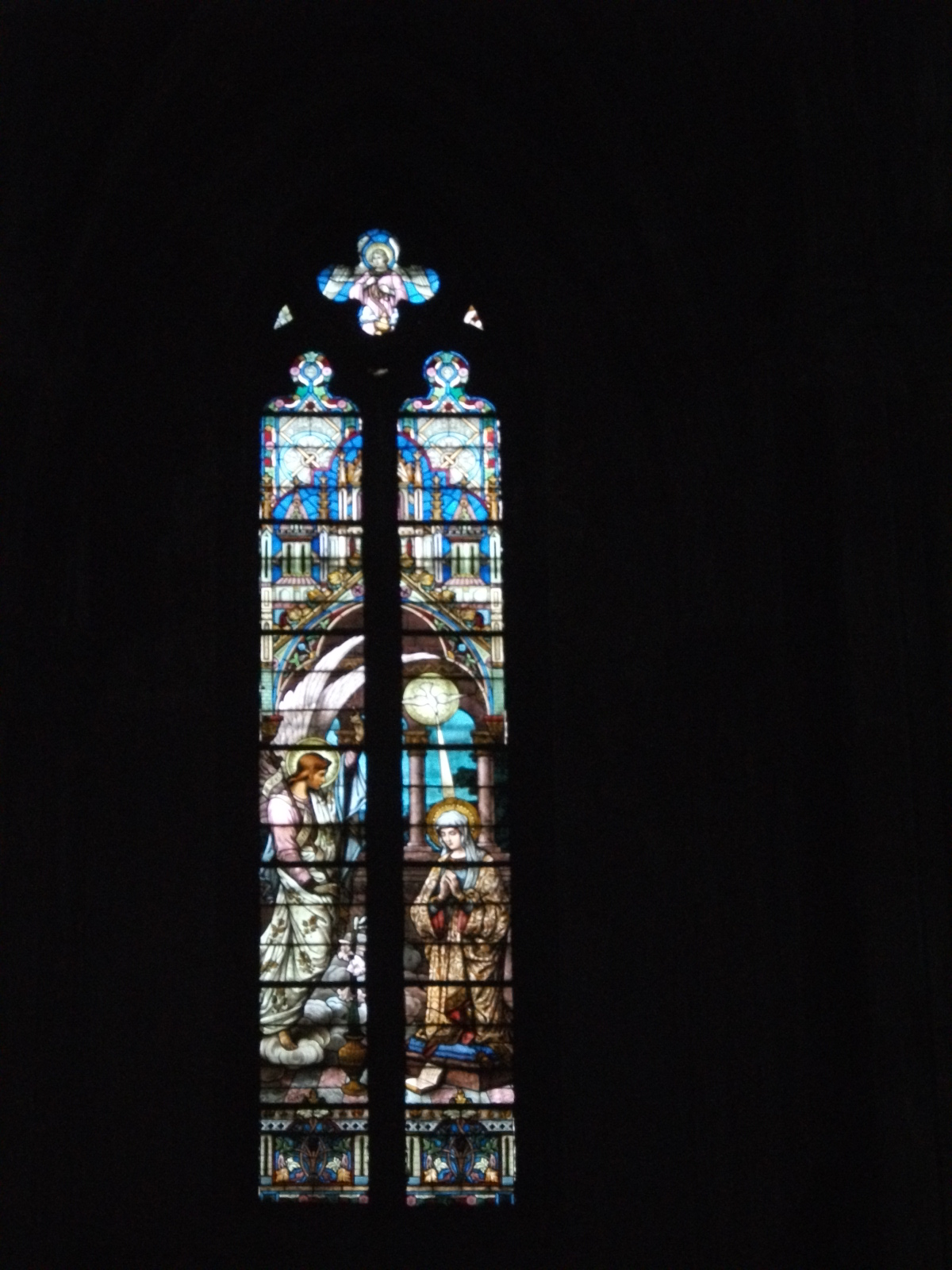
Un vitral
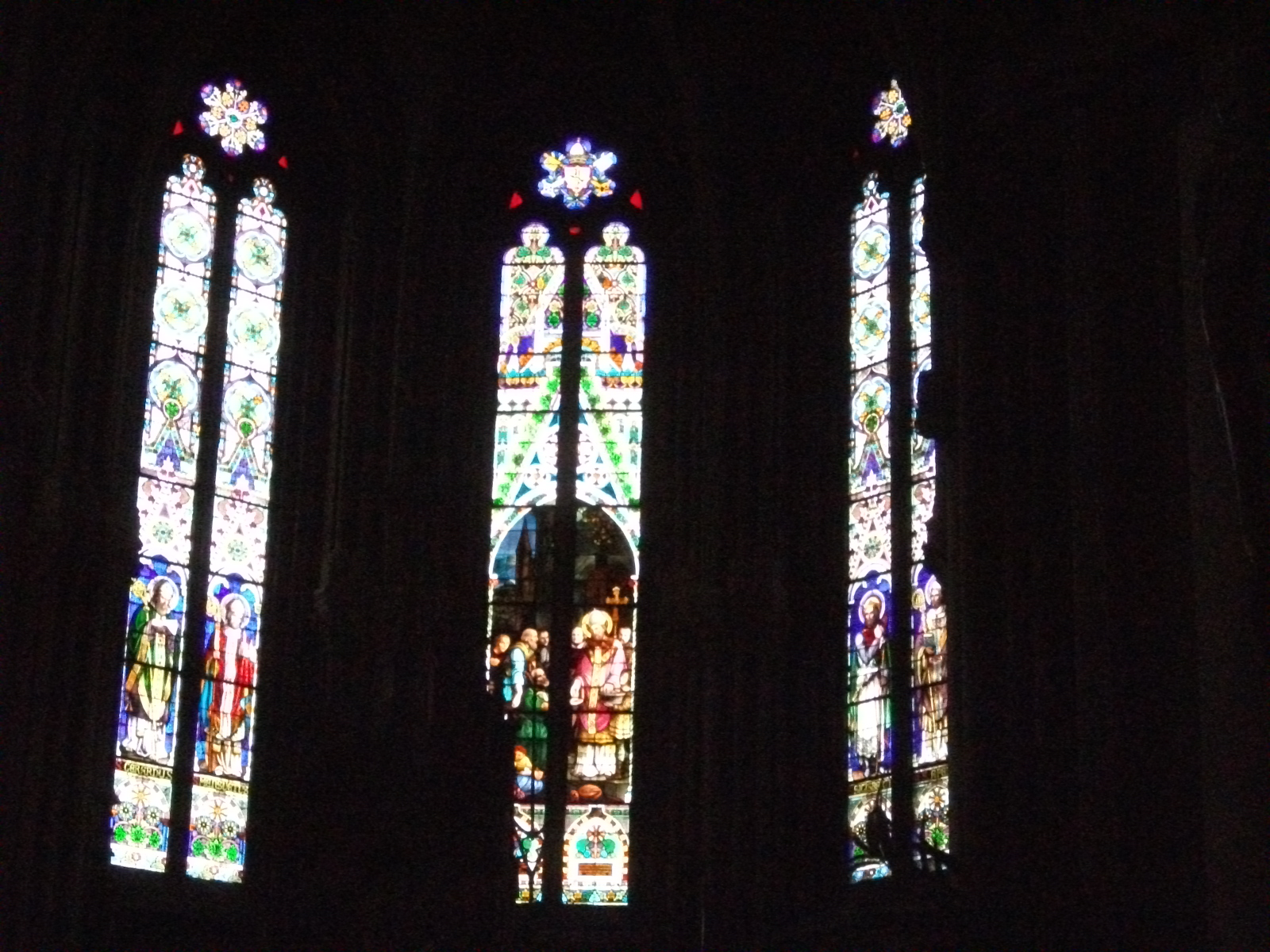
Vitrales del coro